# LGBT práva na Slovensku

Mapa Slovenska v duhových barvách

Lesby, gayové, bisexuálové a translidé (LGBT) se mohou na Slovensku setkávat s právními obtížemi, s nimiž zbytek obyvatel nemá zkušenosti. Situace LGBT osob je z právního a společenského hlediska odlišná od situace ostatních osob. Partnerství osob stejného pohlaví není na Slovensku povoleno. Existují však podpůrné organizace a aktivity. Slovensko je podle zprávy Agentury Evropské unie pro základní práva jednou ze zemí Evropské unie, která nemá žádný právní status pro partnerství osob stejného pohlaví. Zpráva připomněla, že tři členské země Belgie, Nizozemí a Španělsko navíc umožňují těmto osobám manželství. Od doby vydání zprávy se počet těchto zemí rozšířil na Dánsko, Francii, Lucembursko, Německo, Portugalsko, Rakousko, Slovinsko a Švédsko. Vzhledem ke svému postavení nemají stejnopohlavní páry stejný přístup k právům a možnostem jako heterosexuální páry.

## Podpora

### Podpora ze strany státu
V srpnu 2012 bylo avizováno vytvoření Výboru pre práva lesieb, gejov, bisexuálnych, transrodových a intersexuálnych osôb v rámci Rady vlády pro lidská práva, národnostní menšiny a rovnost pohlaví. Předseda Rady a místopředseda vlády Miroslav Lajčák na funkci předsedy výboru navrhl ministra spravedlnosti, ministerstvo by mělo plnit úlohu sekretariátu Výboru. Návrh navazuje na usnesení Rady ze dne 30. července 2012, které zavedení Výboru podpořilo. Členka Rady Adriana Mesochoritisová přitom uvedla: „Víme, že ta situace v ochraně LGBTI lidí je velmi nízká, SR nemá žádné zákony, které by ochraňovaly LGBTI lidí, také nemáme žádný výbor, který by jejich záležitosti začal řešit,“ Členové Výboru budou nominováni státní správou i nevládními organizacemi. Organizace a sdružení, které za Výbor lobbovaly, poukázaly na rozhodnutí Evropského soudu pro lidská práva z února 2012, v němž soud zdůraznil, že „diskriminace na základě sexuální orientace je stejně závažná jako diskriminace na základě rasy, původu nebo barvy pleti“. V České republice Výbor pro sexuální menšiny existuje již od roku 2007.
Výbor pre práva lesieb, gejov, bisexuálnych, transrodových a intersexuálnych osôb při Radě vlády SR pro lidská práva, národnostní menšiny a rovnost pohlaví byl schválen 3. října 2012.
V květnu 2019 naopak ministryně kultury Ľubica Laššáková zamítla hodnotící komisí doporučené LGBT projekty z dotačního programu pro oblast kultury znevýhodněných skupin obyvatelstva a ministerstvo změnilo podmínky tak, aby ani do budoucna nebylo možno takové projekty z programu podpořit.
V říjnu 2022 se hlasovalo o registrovaných partnerstvích na Slovensku znovu. I když hlasování proběhlo několik dnů po brutální vraždě dvou LGBT+ mladíků Matúše a Juraje, která otřásla Slovenskem, přesto ani tentokrát návrh neprošel. Pro hlasovalo 50 že 133 přítomných poslanců, proti bylo 15, zdrželo se 37 a ostatní nehlasovali.

### Podpora ze strany nevládních organizací
Na Slovensku existuje několik organizací zabývajících se podporou LGBT osob a zlepšení jejich situace. Mezi ně patří Queer Leaders Forum, Hnutie za rovnoprávnosť homosexuálnych občanov GANYMEDES a jiné. V Bratislavě sídlí Q-centrum, které poskytuje právní, sociální a psychologické poradenství. Poradenství je možné i telefonicky a prostřednictvím internetu.

## Diskriminace
Zpráva upozornila i na nedostatečnou identifikaci kriminálních činů jako činů proti LGBT komunitě v celé EU. Důvodem je nevědomost policie jak přistupovat k případům a neochota obětí činů na svůj stav upozorňovat. Podle zprávy výzkumy (i na Slovensku) potvrzují, že homosexuálové s obavou před diskriminací svou orientaci před svými příbuznými často tají. Na druhé straně většina z těch, kteří ji netají, jsou rodinou akceptováni. Podle další studie provedené na Slovensku a citované Agenturou bylo 20 % respondentů z domu vyhozených po prozrazeni své orientace.
LGBT osoby jsou diskriminovány i v práci. I když mnozí utajují svou orientaci v práci, až 25 % bylo různými způsoby pronásledovaných. Podle dalších studií 50 % nepřiznává svou orientaci zdravotnickému personálu a dalších 22 % svou orientaci přiznává jen někdy.

### Antidiskriminační opatření
Na Slovensku není vyjádření nenávisti vůči LGBT osobám trestné. Poslanec Martin Poliačik (SaS) si myslí, že nenávistné projevy vůči homosexuálům by měly být trestány. Poslanec argumentuje, že „pokud slovenská legislativa zná tresty za podněcování nenávisti na základě rasy, národnosti, barvy pleti, původu nebo náboženského vyznání, stejně třeba trestat nenávistné projevy na základě sexuální orientace“. Tento krok podle něj doporučuje i Rada Evropy. Vlastní zákon se však do parlamentu zatím předložit nechystá, registrované partnerství má pro něj prioritu. Poliačikova strana SaS ve věci vydala prohlášení, které doporučuje na útoky používat stejný metr. Radoslav Prochádzka (KDH) k problematice trestání uvedl „Jsem přívržencem co nejširší svobody projevu. Myslím, že bychom měli jít spíše cestou osvěty než trestního práva.“
Podle zprávy citované výše může transgenderová diskriminace být pokryta zákony o diskriminaci pohlaví, podle zákona č. 365/2004 Sb., § 6 (3).

## Registrované partnerství
Slovensko v současnosti nemá zákon o registrovaném partnerství. Takový zákon však spolupřipravuje poslanec NRSR Martin Poliačik (SaS) Registrované partnerství je součástí volebního programu SaS. Registrované partnerství však nepodporuje Igor Matovič, předseda OĽaNO. Podle něj „vztah dvou osob stejného pohlaví nikdy nebude vztah muže a ženy, jakkoli by se mu chtěl podobat, nikdy to nebude originál. Jinak řečeno, jsem přesvědčen, že některá práva by měla být vymožeností jen vztahu muže a ženy.“ Ministr práce, sociálních věcí a rodiny, Jozef Richter (SMER-SD) v červnu 2012 prohlásil, že ministerstvo nepřipravuje změnu zákona umožňující registrované partnerství. Jeho strana nemá podle něj s homosexualitou programový problém, ale „vzhledem k socioekonomickou situaci Slovenska jsou stanoveny jiné priority.“
V listopadu 2012 se v Národní radě hlasovalo o návrhu zákona o registrovaných partnerstvích. Předložili ho poslanci, členové klubu SaS, Lucia Nicholsonová, Juraj Droba a Martin Poliačik. Kvůli slabé podpoře poslanců se však zákon nedostal ani do projednání ve druhém čtení. Podpořilo ho jen 14 z přítomných 129 poslanců. Proti hlasovalo 94 a zdrželo se 20 zákonodárců.
Poslanec Ľuboš Blaha (SMER-SD) poznamenal, že k registrovanému partnerství dojde, až když se na Slovensku vyřeší „ekonomické a sociální problémy“. Ministr spravedlnosti Tomáš Borec (SMER-SD) se však vyjádřil, že „Ministerstvo je připraveno na diskusi o hledání řešení, jak zjednodušit život lidem, kteří spolu žijí i v jiném než manželském svazku, a to bez ohledu na jejich sexuální orientaci“.

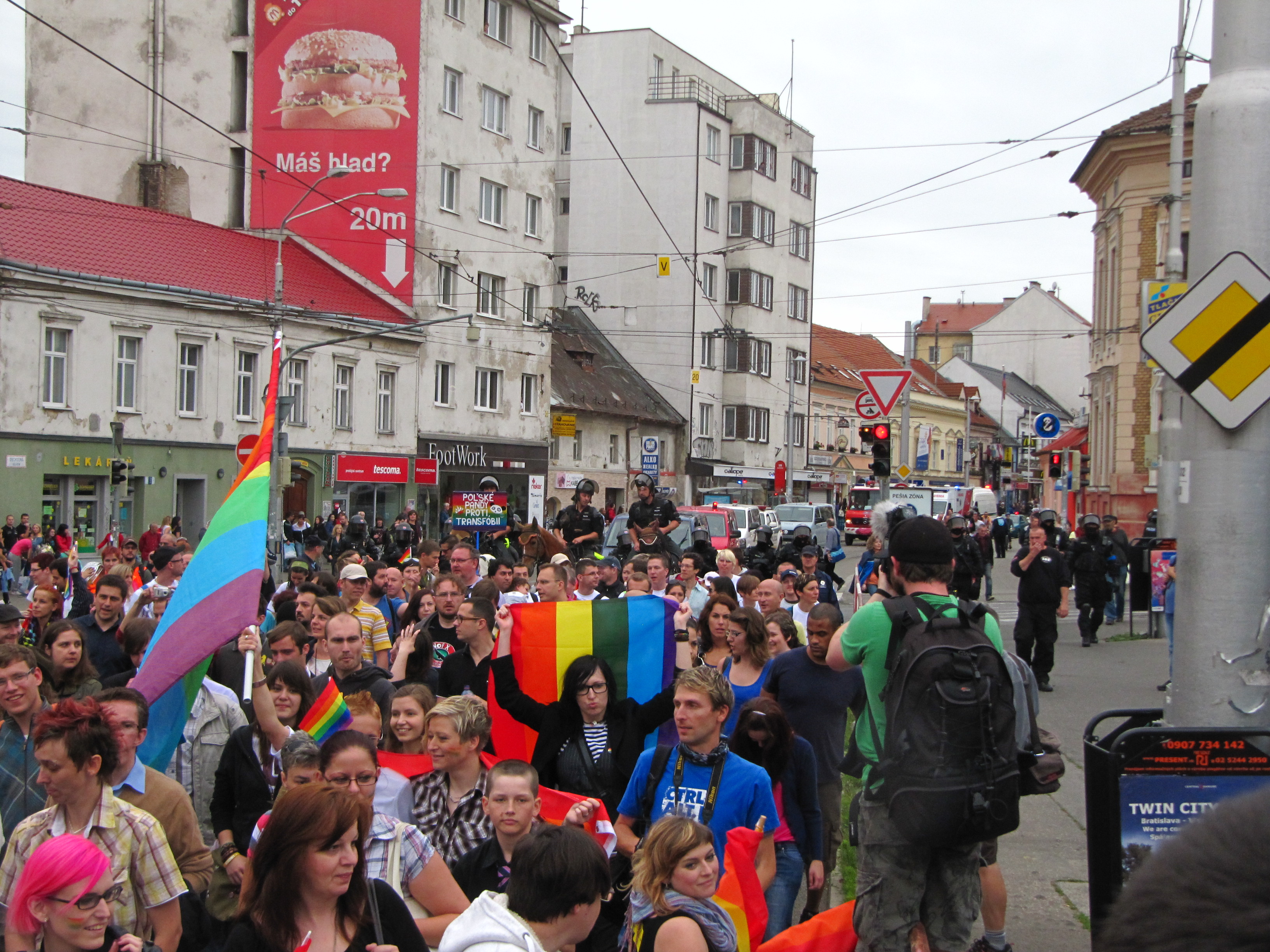
Dúhový Pride Bratislava 2012

## Pochod hrdosti
První pochod hrdosti na Slovensku se uskutečnil 22. května 2010 v Bratislavě. Pochodu se zúčastnilo přibližně 500 účastníků a 100 extremistů, kteří se průběh akce snažili narušit. Třetí Duhový PRIDE se konal 9. června 2012 v Bratislavě. Akce začala trojicí symbolických svateb, měla klidný průběh, byli zadrženi tři lidé.

## Životní podmínky
| Legální stejnopohlavní styk                                                            | (1962)                                                          |
| Stejný věk legální způsobilosti k pohlavnímu styku pro obě orientace                   | (od 1990)                                                       |
| Antidiskriminační zákony v zaměstnání                                                  | (2004)                                                          |
| Antidiskriminační zákony v přístupu ke zboží a službám                                 | (2008)                                                          |
| Antidiskriminační zákony v ostatních oblastech (homofobní urážky, zločiny z nenávisti) | Yes                                                             |
| Stejnopohlavní manželství                                                              | (Ústavní zákaz od r. 2014)                                      |
| Jiná forma stejnopohlavního soužití                                                    | (V jednání)                                                     |
| Adopce dítěte partnera                                                                 | (Ústavní zákaz neprošel díky nízké účasti v Referendu o rodině) |
| Adopce dítěte stejnopohlavními páry                                                    | (Ústavní zákaz neprošel díky nízké účasti v Referendu o rodině) |
| Gayové a lesby mohou otevřeně sloužit v armádě                                         | Yes                                                             |
| Možnost změny pohlaví                                                                  | Yes                                                             |
| Přístup k umělému oplodnění pro lesbické ženy                                          | No                                                              |
| Náhradní mateřství pro gay páry                                                        | No                                                              |